# Ayesha Dharker
Ayesha Dharker (Bombay, 21 september 1977) is een Brits-Indiase actrice. Ze won een onderscheiding op het 'Filmfestival van Caïro' voor haar rol in Theeviravaathi: The Terrorist (1999), waarvoor ze ook genomineerd werd voor een Chlotrudis Award (VS).

## Acteercarrière
Dharker debuteerde op het (Westerse) witte doek in de Franse film Manika, une vie plus tard in 1989. Behalve in zowel Westerse als Bollywoodfilms, speelt ze regelmatig in met name Britse televisieseries, zoals Coronation Street (vaste rol als Tara Mandal), Doctor Who en Waking the Dead (gastrollen). Dharker speelde op haar achtste in haar eerste Bollywoodfilm.
Dharker is een dochter van dichter en documentairemaakster Imtiaz Dharker en columnist Anil Dharker.

## Filmografie
*Televisiefilms niet vermeld
- The Father (2020)
- Red Alert: The War Within (2010)
- Mad Sad & Bad (2009)
- Loins of Punjab Presents (2007)
- Outsourced (2006)
- Colour Me Kubrick: A True...ish Story (2005)
- The Mistress of Spices (2005)
- Star Wars: Episode II: Attack of the Clones (2002)
- The Mystic Masseur (2001)
- Arabian Nights (2000)
- Split Wide Open (1999)
- Theeviravaathi: The Terrorist (1999)
- Saaz (1997)
- City of Joy (1992)
- Manika, une vie plus tard (1989)

## Televisieseries
*Exclusief eenmalige (gast)rollen
- Finding Alice - Tanvi (2021, 5 afleveringen)
- Holby City - Nina Karnik (2017, 24 afleveringen)
- Indian Summers - Nalini (2015, twee afleveringen)
- The Indian Doctor - Kamini Sharma (2010-2013, vijftien afleveringen)
- Coronation Street - Tara Mandal (2008-2009, 54 afleveringen)
- Waking the Dead - Mary Sharman (2005, twee afleveringen)
- Life Isn't All Ha Ha Hee Hee - Chila (2005, drie afleveringen)
- Cutting It - Sunni Khadir (2003, twee afleveringen)
- Arabian Nights  - Coral Lips (2000, twee afleveringen)

- Biblioteca Nacional de España: XX4823367
- International Standard Name Identifier: 0000 0000 7826 6395
- Library of Congress Control Number: no2001061422
- Nationale Bibliotheek van Israël: 987007447684305171
- Virtual International Authority File: 86055079
- WorldCat: E39PBJrCcgfpxxFt6df8cgGfv3